# Notación de Siegbahn
La notación de Siegbahn es utilizada en espectroscopia de rayos X para nombrar las líneas espectrales características a los diferentes elementos. Esta notación fue introducida por Manne Siegbahn.
Las líneas características en el espectro de emisión de rayos X corresponden a las transiciones electrónicas dentro de los átomos, donde un electrón cae a un nivel vacío de las capas internas de los átomos. Este nivel vacío puede producirse bombardeando electrones dentro de un tubo de rayos X, otras partículas como en emisión de rayos X inducida por partículas, otros rayos X en fluorescencia de rayos X o por decaimiento radioactivo del núcleo del átomo.
Aunque aún se usa comúnmente en espectroscopia, esta notación no es sistemática y es a veces confusa. Por estas razones, la Unión Internacional de Química Pura y Aplicada (IUPAC, por sus siglas en inglés) recomienda otra nomenclatura. El cuadro inferior muestra la correspondencia entre el nombre de algunas líneas y los niveles electrónicos, así como su notación IUPAC.
| Nivel superior de energía | Nivel inferior de energía | Nombre de la línea | Notación IUPAC |
| ------------------------- | ------------------------- | ------------------ | -------------- |
| K (1s−1)                  | L3 (2p3/2−1)              | Kα1                | K-L3           |
| K (1s−1)                  | L2 (2p1/2−1)              | Kα2                | K-L2           |
| K (1s−1)                  | M3 (3p3/2−1)              | Kβ1                | K-M3           |
| K (1s−1)                  | M2 (3p1/2−1)              | Kβ3                | K-M2           |
| L3 (2p3/2−1)              | M5 (3d5/2−1)              | Lα1                | L3-M5          |
| L2 (2p1/2−1)              | M4 (3d3/2−1)              | Lβ1                | L2-M4          |
| M5 (3d5/2−1)              | N7 (4f7/2−1)              | Mα1                | M5-N7          |